# یواس‌اس فیرم (ای‌ام-۹۸)
یواس‌اس فیرم (ای‌ام-۹۸) (به انگلیسی: USS Firm (AM-98)) یک کشتی بود که طول آن ۱۷۳ فوت ۸ اینچ (۵۲٫۹۳ متر) بود. این کشتی در سال ۱۹۴۲ ساخته شد.